# Ābrams Feldhūns
Ābrams Feldhūns (født 26. oktober 1915 i Riga i Guvernement Livland, død 27. februar 2009 i Riga i Letland) var en lettisk sprogforsker og oversætter med jødisk baggrund. Han oversatte mange oldgræske og latinske klassiske værker til lettisk.
Feldhūns studerede indtil 1933 ved Rigas klassiske tyske gymnasium. Han studerede filologi ved Letlands Universitet, hvor han dog først dimitterede fra efter 2. verdenskrig i 1949, hvor han samtidig arbejdede ved Letlands Statsforlag som chef for ordbogsafdelingen (1945–58). Hans karriere som oversætter begyndte med oversættelserne af Garlieb Merkels værk "Die Letten" (1953) og Bertolt Brechts "Laser og pjalter" (1958) fra tysk, samt studerede Johann Ernst Glücks lettiske oversætelse af Det Nye Testamente for ordforråd og fraseologi. Efter 1958 arbejdede han som tysklærer ved Rigas Polytekniske Institut, hvor han ledte instituttet for fremmedsprog (1958–75).
Feldhūns skrev forordet til August Ģiezens' lettiske oversættelser af græske klassikere, såsom: Aristoteles – "Poesi: digtens kunst" (1959), Homer – "Iliaden" (1961) og "Odysseen" (1967). Efter 1974 fokuserede han også selv på antikkens forfattere for at oversætte fra det oldgræsk og latinske sprog.
Ābrams Feldhūns var siden den 6. december 1994 æresdoktor ved Letlands Videnskabsakademi, og blev den 10. oktober 2001 udnævnt til Kommandør af Trestjerneordenen.